# Amphisbaena maximus
Amphisbaena maximus là một loài bò sát trong họ Amphisbaenidae. Loài này được Ribeiro, Nogueira, Cintra, Da Silva & Zaher mô tả khoa học đầu tiên năm 2011.